# حمید رخشانی
حمید رخشانی (زادهٔ ۱۳۳۵ در تهران – ۲۱ مرداد ۱۳۸۵ در تهران) کارگردان و فیلم‌نامه‌نویس اهل ایران بود.

## زندگی
حمیدرضا رخشانی پورفرد در سال ۱۳۳۵ در تهران زاده شد. رشتهٔ تحصیلی او علوم بانکی بود و در این رشته فارغ‌التحصیل شد. وی کار هنریِ خود را از سال ۱۳۵۴ با ساختِ فیلم کوتاه شروع کرد. او در ۲۱ مرداد ۱۳۸۵ به علت عارضهٔ قلبی در تهران درگذشت. رخشانی از اولین کارگردانان ژانر وحشت برای ساخت فیلم شب بیست و نهم (۱۳۶۸) پس از انقلاب ۱۳۵۷ ایران است.
تحلیل کارنامه حمید رخشانی در رادیو تهران مواجه شد با این سخنان حامد مظفری منتقد سینما که بیان داشت: حمید رخشانی بسیار کارگردان مستعد، خلاق و جلوتر از زمانه خود بود و برای همین هم بود که هیچوقت از طرف مدیران وقت سینمایی تحویل گرفته نشد و اغلب فیلمهایش یا تکه پاره شد یا درجه جیم گرفت و آن قدر سرکوب شد که منزوی شود و خیلی زود در پنجاه سالگی فوت بشود. در حالی که در همان فیلم “راه دوم” و با دست خالی  برای اولین بار و خیلی زودتر از امثال “هامون” مهرجویی، زن کنشگر را با بازی پروانه معصومی وارد سینمای بعد از انقلاب کرد‌ آن هم در فیلمی با سوژه ای درباره طلاق های عاطفی زوجین که در زمان خودش درک نشد و کلی جرح و تعدیل شد ولی در سال‌های اخیر همان سوژه، شده موتیف ثابت بسیاری آثار سینمایی و سریال‌ها. رخشانی مرد جسوری بود و با جربزه و آن قدر متهور که در واکنش به کم کاری پخش کننده یکی از آثارش، آگهی داده بود “یک گاو به فروش می‌رسد” و ذیل ش هم شماره پخش کننده!! اتفاقی که باعث شد پخش‌کنندگان سینمایی قدری به خود تکانی دهند‌.

## فیلم‌شناسی
1. مونس (۱۳۷۹) - کارگردان، نویسنده، طراح صحنه و لباس
2. اعاده امنیت (۱۳۷۴) - کارگردان، تهیه‌کننده، نویسنده، تدوین
3. پرواز را به خاطر بسپار (۱۳۷۱) - کارگردان، تهیه‌کننده
4. شب بیست و نهم (۱۳۶۸) - کارگردان، تهیه‌کننده، نویسنده
5. راه دوم (۱۳۶۳) - کارگردان و نویسنده
6. ستارهٔ دنباله‌دار (۱۳۶۴) - بازیگر